# Adelajda Miśnieńska
Adelajda miśnieńska (ur. po 1160, zm. 2 lutego 1211 w Miśni) – córka margrabiego miśnieńskiego Ottona Bogatego; królowa Czech w l. 1198-1199. 
W 1178 poślubiła Przemysła Ottokara I i miała z nim czworo dzieci. W 1193 po utracie władzy przez męża udała się z nim do Miśni. Gdy w 1197 Przemysł Ottokar powrócił na czeski tron nie zabrał jej ze sobą. W 1198 nastąpił rozwód. Przemysł Ottokar ożenił się z Konstancją węgierską i wydziedziczył swoje dzieci z pierwszego małżeństwa, w tym dorosłego syna Wratysława, mimo że nie miał wówczas innego następcy. Adelajda nie pogodziła się ze swoim losem. W 1205 udało jej się wrócić do Pragi. Już w następnym roku kuria rzymska zatwierdziła rozwód i Adelajda wróciła do Miśni. Jedynym rezultatem jej krótkotrwałego sukcesu był ślub córki Małgorzaty z królem Danii Waldemarem II Zwycięskim. Adelajda doprowadziła w 1207 do rewizji procesu rozwodowego jednak w 1210 kuria papieska ponowiła niekorzystną dla niej decyzję. Była żona Przemysła Ottokara I zamieszkała w klasztorze św. Krzyża w Miśni gdzie zmarła.